# 炭酸プロピレン
炭酸プロピレン（たんさんプロピレン、propylene carbonate）はプロピレングリコールと炭酸のエステルである。無色無臭の液体で可燃性があり、引火点は 132℃、発火点は 455℃ である。消防法に定める第4類危険物 第3石油類に該当する。Arconate 5000やTexacar PCといった商品名で取引されている。
炭酸プロピレンは刺激性で、吸引すると有害である。高温では分解し、二酸化炭素と酸化プロピレンを生成する。ただし水分のあるところでは分解して二酸化炭素とプロピレングリコールを生成する。
炭酸プロピレンは極性非プロトン性の溶媒として用いられる。使われる頻度は DMF や DMSO よりも少ないが、高い誘電率を持つため、1,2-ジメトキシエタンなどの粘性の低い溶媒とともにリチウム電池の電解液としてよく用いられる。また接着剤、ペンキ除去剤、可塑剤や化粧品の中にも見られることがある。
炭酸プロピレンは炭酸ポリプロピレン合成の副産物として酸化プロピレンと二酸化炭素から作られる他、同じ原料を用いて意図的に作られることもある。また、例えば酸化鉄と酸化亜鉛からなる混合酸化物触媒を用いて、尿素とプロピレングリコールを使っても合成することができる。
炭酸プロピレンには4位をキラル中心とする2種類の光学異性体があり、速度論的光学分割を利用することで、どちらも高純度のものが供給されている。